# Gao Feng
Gao Feng (chinesisch 高峰; * 2. Februar 1982 in der Provinz Liaoning) ist eine ehemalige chinesische Judoka, die 2004 Olympiadritte in der Gewichtsklasse bis 48 Kilogramm war.
Die 1,55 m große Gao Feng gewann 2000 eine Bronzemedaille bei den U20-Weltmeisterschaften. 2001 siegte sie bei den Militärweltmeisterschaften. Bei den Weltmeisterschaften 2003 in Osaka unterlag sie im Halbfinale der Japanerin Ryōko Tani, den Kampf um eine Bronzemedaille verlor sie gegen die Kubanerin Danieska Carrión. Ende 2003 siegte Gao Feng bei den Militärweltspielen. Bei den Olympischen Spielen 2004 in Athen unterlag die Chinesin im Viertelfinale der Französin Frédérique Jossinet, mit drei Siegen in der Hoffnungsrunde gewann Gao Feng eine Bronzemedaille.
2006 erhielt Gao Feng die Silbermedaille bei den Militärweltmeisterschaften, nach dem sie im Finale gegen die Rumänin Alina Alexandra Dumitru verloren hatte. Drei Monate später bezwang sie im Finale der Asienspiele 2006 die Südkoreanerin Kim Young-ran. 2007 siegte sie bei den Militärweltspielen. Bei den Mannschafts-Weltmeisterschaften 2007 siegte Gao Feng mit dem chinesischen Team. Für die Olympischen Sommerspiele 2008 konnte sie sich nicht mehr qualifizieren.